# NASCAR Grand National de 1958
A Temporada da NASCAR Grand National de 1958 foi a décima edição da Nascar, com 51 etapas disputadas o campeão foi Lee Petty.

## Calendário
| N. | Data   | Corrida                    | Circuito                        | Campeão           | Segundo           | Terceiro         |
| 1  | 3-nov  | Race 1                     | Champion Speedway               | Rex White         | Lee Petty         | Tiny Lund        |
| 2  | 23-feb | Race 2                     | Daytona Beach & Road Course     | Paul Goldsmith    | Curtis Turner     | Jack Smith       |
| 3  | 2-mrt  | Race 3                     | Concord Speedway                | Lee Petty         | Curtis Turner     | Speedy Thompson  |
| 4  | 15-mrt | Race 4                     | Champion Speedway               | Curtis Turner     | Gwyn Staley       | Buck Baker       |
| 5  | 16-mrt | Race 5                     | Wilson Speedway                 | Lee Petty         | Buck Baker        | Marvin Panch     |
| 6  | 23-mrt | Race 6                     | Occoneechee Speedway            | Buck Baker        | Marvin Panch      | Speedy Thompson  |
| 7  | 5-apr  | Race 7                     | Champion Speedway               | Bob Welborn       | Frankie Schneider | Speedy Thompson  |
| 8  | 10-apr | Race 8                     | Columbia Speedway               | Speedy Thompson   | Jack Smith        | Tiny Lund        |
| 9  | 12-apr | Race 9                     | Piedmont Interstate Fairgrounds | Speedy Thompson   | Jack Smith        | Junior Johnson   |
| 10 | 13-apr | Race 10                    | Lakewood Speedway               | Curtis Turner     | Joe Weatherly     | Fireball Roberts |
| 11 | 18-apr | Race 11                    | Southern States Fairgrounds     | Curtis Turner     | Jack Smith        | Johnny Allen     |
| 12 | 20-apr | Virginia 500               | Martinsville Speedway           | Bob Welborn       | Rex White         | Jim Reed         |
| 13 | 25-apr | Race 13                    | Old Dominion Speedway           | Frankie Schneider | Jack Smith        | Rex White        |
| 14 | 27-apr | Race 14                    | Old Bridge Stadium              | Jim Reed          | Eddie Pagan       | Rex White        |
| 15 | 3-mei  | Race 15                    | Greenville-Pickens Speedway     | Jack Smith        | Buck Baker        | Junior Johnson   |
| 16 | 11-mei | Race 16                    | Greensboro Fairgrounds          | Bob Welborn       | Lee Petty         | Junior Johnson   |
| 17 | 15-mei | Race 17                    | Starkey Speedway                | Jim Reed          | Rex White         | Eddie Pagan      |
| 18 | 18-mei | Wilkes County 160          | North Wilkesboro Speedway       | Junior Johnson    | Jack Smith        | Rex White        |
| 19 | 24-mei | Race 19                    | Bowman Gray Stadium             | Bob Welborn       | Rex White         | Jim Reed         |
| 20 | 30-mei | Northern 500               | Trenton Speedway                | Fireball Roberts  | Junior Johnson    | Lee Petty        |
| 21 | 1-jun  | Crown America 500          | Riverside International Raceway | Eddie Gray        | Lloyd Dane        | Jack Smith       |
| 22 | 5-jun  | Race 22                    | Columbia Speedway               | Junior Johnson    | George Dunn       | Fred Harb        |
| 23 | 12-jun | Race 23                    | New Bradford Speedway           | Junior Johnson    | Lee Petty         | Bob Duell        |
| 24 | 15-jun | Race 24                    | Reading Fairgrounds             | Junior Johnson    | Eddie Pagan       | Buck Baker       |
| 25 | 25-jun | Race 25                    | Lincoln Speedway                | Lee Petty         | Buck Baker        | Bob Welborn      |
| 26 | 28-jun | Buddy Shuman 250           | Hickory Motor Speedway          | Lee Petty         | Junior Johnson    | Speedy Thompson  |
| 27 | 29-jun | Race 27                    | Asheville-Weaverville Speedway  | Rex White         | Buck Baker        | Speedy Thompson  |
| 28 | 4-jul  | Raleigh 250                | Raleigh Speedway                | Fireball Roberts  | Buck Baker        | Rex White        |
| 29 | 12-jul | Race 29                    | McCormick Field                 | Jim Paschal       | Cotton Owens      | Rex White        |
| 30 | 16-jul | Race 30                    | State Line Speedway             | Shorty Rollins    | Bob Duell         | Ken Johnson      |
| 31 | 18-jul | Race 31                    | Canadian Exposition Stadium     | Lee Petty         | Cotton Owens      | Jim Reed         |
| 32 | 19-jul | Race 32                    | Civic Stadium                   | Jim Reed          | Cotton Owens      | Johnny Mackison  |
| 33 | 25-jul | Race 33                    | Monroe County Fairgrounds       | Cotton Owens      | Buck Baker        | Speedy Thompson  |
| 34 | 26-jul | Race 34                    | Wall Stadium                    | Jim Reed          | Rex White         | Buck Baker       |
| 35 | 2-aug  | Race 35                    | Bridgehampton Raceway           | Jack Smith        | Cotton Owens      | Jim Reed         |
| 36 | 7-aug  | Race 36                    | Columbia Speedway               | Speedy Thompson   | Bob Welborn       | Cotton Owens     |
| 37 | 10-aug | Nashville 200              | Music City Motorplex            | Joe Weatherly     | Bob Welborn       | Larry Frank      |
| 38 | 17-aug | Western North Carolina 500 | Asheville-Weaverville Speedway  | Fireball Roberts  | Bob Welborn       | Lee Petty        |
| 39 | 22-aug | Race 39                    | Bowman Gray Stadium             | Lee Petty         | Shorty Rollins    | Jim Reed         |
| 40 | 23-aug | Race 40                    | Rambi Raceway                   | Bob Welborn       | Buck Baker        | Shorty Rollins   |
| 41 | 1-sep  | Southern 500               | Darlington Raceway              | Fireball Roberts  | Buck Baker        | Shorty Rollins   |
| 42 | 5-sep  | Race 42                    | Southern States Fairgrounds     | Buck Baker        | Speedy Thompson   | Shorty Rollins   |
| 43 | 7-sep  | Race 43                    | Fairgrounds Raceway             | Fireball Roberts  | Buck Baker        | Lee Petty        |
| 44 | 7-sep  | Race 44                    | California State Fairgrounds    | Parnelli Jones    | Bob Ross          | Danny Weinberg   |
| 45 | 12-sep | Race 45                    | Gastonia Fairgrounds            | Buck Baker        | Lee Petty         | Bob Welborn      |
| 46 | 14-sep | Richmond 200               | Richmond International Raceway  | Speedy Thompson   | Lee Petty         | Tommy Irwin      |
| 47 | 28-sep | Race 47                    | Occoneechee Speedway            | Joe Eubanks       | Doug Cox          | Buck Baker       |
| 48 | 5-okt  | Race 48                    | Salisbury Speedway              | Lee Petty         | Buck Baker        | Cotton Owens     |
| 49 | 12-okt | Old Dominion 500           | Martinsville Speedway           | Fireball Roberts  | Speedy Thompson   | Rex White        |
| 50 | 19-okt | Wilkes 160                 | North Wilkesboro Speedway       | Junior Johnson    | Glen Wood         | Speedy Thompson  |
| 51 | 26-okt | Race 51                    | Lakewood Speedway               | Junior Johnson    | Fireball Roberts  | Lee Petty        |

## Classificação final
| 1  | Lee Petty       | 12232 |
| 2  | Buck Baker      | 11588 |
| 3  | Speedy Thompson | 8792  |
| 4  | Shorty Rollins  | 8124  |
| 5  | Jack Smith      | 7666  |
| 6  | L.D. Austin     | 6972  |
| 7  | Rex White       | 6552  |
| 8  | Junior Johnson  | 6380  |
| 9  | Eddie Pagan     | 4910  |
| 10 | Jim Reed        | 4762  |